# Mari-tureki járás

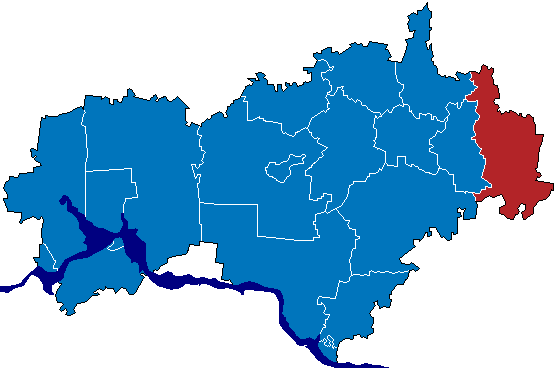
A Mari-tureki járás Mariföldön

A Mari-tureki járás (oroszul Мари-Турекский район, mari nyelven Марий Тӱрек кундем) Oroszország egyik járása Mariföldön. Székhelye Mari-Turek.

## Népesség
- 1989-ben 27 698 lakosa volt.
- 2002-ben 25 577 lakosa volt, melynek 48,6%-a mari, 25,7%-a orosz, 18,7%-a tatár és 6%-a udmurt.
- 2010-ben 23 155 lakosa volt, melynek 49,5%-a mari, 24,5%-a orosz, 18,3%-a tatár, 5,9%-a udmurt.